# Volgelsheim
Volgelsheim là một xã trong tỉnh Haut-Rhin, vùng Grand Est ở đông bắc Pháp. Xã này có diện tích 8,64 km², dân số năm 1999 là 2344 người. Khu vực này có độ cao 192 mét trên mực nước biển.